# Bataille de Kandahar (2021)
Pour les articles homonymes, voir Bataille de Kandahar.
Offensive des talibans de 2021
Batailles
Zarandj · Kondoz · Herat (en) · Kandahar · Lashkar Gah · Kaboul
La bataille de Kandahar est une série d'affrontements ayant opposé les Talibans aux Forces de sécurité nationales afghanes (en), soutenues par les États-Unis, pour le contrôle de la ville de Kandahar durant l'été 2021.
Cette bataille, qui s'inscrit dans le cadre plus large de l'offensive des talibans de 2021, s'est soldée par une victoire écrasante de ces derniers qui ont réussi à reprendre le contrôle de la ville, ancienne capitale de facto de leur Émirat.

## Contexte
Kandahar est une cité millénaire fondée par Alexandre III de Macédoine et qui porte son nom. Principale ville du sud de l'Afghanistan, elle est la deuxième ville la plus peuplée du pays et revêt, à ce titre, une importance stratégique majeure. Bastion historique des Talibans, elle est l'une des places les mieux gardées par l'Armée nationale afghane (ANA) pendant la guerre d'Afghanistan. Cependant, lors de l'offensive talibane de 2021, ses défenses commencent à montrer d'importants signes d'usure.
Simultanément aux retrait des troupes américaines, les talibans attaquent de nombreuses capitales provinciales, ce qui pousse l'ANA à mobiliser ses soldats sur d'autres théâtres d'opération, fragilisant ainsi la défense de Kandahar qui se retrouvent rapidement encerclée par les talibans, ces derniers s'étant emparé des districts avoisinants de Panjwai, Spin Boldak et Zhari (en) dans la première moitié du mois de juillet 2021,.

## La bataille
La bataille pour Kandahar débute à proprement parler le 9 juillet, jour où les Talibans sont entrés dans le 7ème district de police de la ville, en faisant des descentes dans les maisons et en se heurtant aux forces de sécurité présentes sur place, notamment la brigade des commandos de l'Armée nationale afghane (ANA),. Pour éviter d'être submergée, cette dernière est contrainte de transférer 240 détenus de la prison de Sarposa (en) (dans le 6ème district de police de Kandahar) vers la capitale. La présence de civils pris entre les deux feux handicape la capacité de riposte des troupes pro-gouvernementales. Cependant, au fur et à mesure que les combats s'intensifient, des dizaines de milliers d'entre eux fuient la ville pour s'installer dans des camps de déplacés aux alentours. A la mi-juillet, les talibans s'emparent du district de Dand, où se trouve l'aéroport international de Kandahar. Néanmoins, l'aéroport en lui-même reste sous contrôle gouvernemental, permettant ainsi à la Force aérienne afghane (soutenue par l'US Air Force) de poursuivre ses raids aériens contre les talibans. Ces derniers s'avèrent cependant largement inefficaces et ne parviennent pas à freiner leur progression, ce qui pousse le gouvernement (en) à imposer un couvre-feu à la population civile de Kandahar et à y envoyer davantage de commandos, le 16 juillet.
Les renforts envoyés à l'ANA ne lui sont cependant d'aucune utilité, puisque les talibans investissent rapidement de nouveaux districts de police, poussant cette dernière à se replier vers le centre-ville. Le 22 juillet, Kandahar est quasiment assiégée par les talibans, tous les districts environnants, à l'exception de celui de Daman, étant tombés sous leur contrôle. Selon le Long War Journal (en) de la Foundation for Defense of Democracies (en) (un think-tank américain néoconservateur), la chute du district de Daman rendrait intenable le maintien de l'autorité gouvernementale sur Kandahar.
Début août, les talibans, qui ont entre-temps bénéficié de renforts, accroissent leur pression sur la ville assiégée, ce qui pousse le gouvernement à y envoyer encore plus de troupes. Un vaste assaut sur le centre-ville est repoussé par les commandos avec un soutien aérien décisif. Tirant les leçons de cet échec, les taliban décident donc de concentrer leurs attaques sur l'aéroport international et le bombardent de roquettes pour réduire la capacité d’intervention de la Force aérienne afghane dans les combats. Alors que la ville est en train d'être détruite par les affrontements, le gouvernement conseille à tous les civils de l'évacuer le 5 août.
Tandis que la bataille pour Kandahar fait rage, l'ANA subit d'importants revers dans le reste du pays : Kondoz tombe aux mains des taliban le 8 août, Hérat, le 12. Le gouvernement, préoccupé par la situation sur d'autres fronts, est incapable de ravitailler correctement les défenseurs de Kandahar qui manquent d'armes, de munitions et surtout de nourriture puisque leur ration journalière se limite à des patates à moitié pourries. Cela pousse de nombreux soldats et policiers à se rendre aux taliban (un reporter du New York Times dira à ce sujet que la raison de la chute de Kandahar « se résumait à des patates »). La multiplication des défections leur permet de briser plusieurs lignes de front et de s'emparer de la prison de Sarposa, l'un des derniers bastions gouvernementaux. Le 11 août, Hadji Yussef Wafa (en), gouverneur de la province de Kandahar pour le compte des taliban, dépose un ultimatum aux défenseurs leur demandant de remettre la ville pour éviter de nouvelles destructions. Acculés militairement et pressés par les chefs tribaux d'accepter l'ultimatum, les soldats de l'ANA et le gouverneur Rouhollah Khandzada (ps) abandonnent Kandahar le 12 août,,,.

### Meurtre de Nazar Mohammad
Le 22 juillet 2021 (troisième jour de l'Aïd al-Adha), les talibans arrêtent Nazar Mohammad, un acteur afghan connu pour ses activités d'humoriste qu'il exerce sur TikTok avec le pseudonyme de « Khasha Zwan ». Peu de temps après, il est tué et sa dépouille est profanée. Si les talibans nient initialement toute implication dans son meurtre, leur porte-parole, Zabihullah Mujahid, finit par reconnaître leur responsabilité et annonce que deux de leurs membres ont été arrêtés en conséquences. Tout en déplorant que celui-ci n'ait pas été jugé par un tribunal islamique, il déclare à propos de Nazar Mohammad : « C'était un policier en activité, responsable de la mort de nombreuses personnes. Ce n’était pas un comédien, il s'est battu contre nous au cours de plusieurs batailles. Il a essayé de s'enfuir, contraignant nos hommes à l’abattre »,.

## Conséquences
La prise de Kandahar par les taliban porte à 13 le nombre de capitales provinciales sous leur contrôle et leur permet de prendre l'ascendant moral de par sa symbolique (c'est dans cette ville que leur mouvement est né). À l'inverse, pour la république islamique d'Afghanistan, elle est une catastrophe pavant la voie à son effondrement, effectif trois jours plus tard avec la chute de Kaboul.